# Ungheria all'Eurovision Choir
L'Ungheria ha partecipato all'Eurovision Choir of the Year nel 2017, insieme ad altre 8 nazioni aspiranti.
L'emittente televisiva ungherese MTVA è responsabile per le partecipazioni alla competizione corale.
Si è ritirata a partire dal 2019.

## Partecipazioni
- Primo posto
- Secondo posto
- Terzo posto

| Anno                            | Coro                 | Lingua    | Brano/i      | Posizione |
| ------------------------------- | -------------------- | --------- | ------------ | --------- |
| 2017                            | Bartók Béla Férfikar | Ungherese | Karádi nóták | NF        |
| Nessuna partecipazione nel 2019 |                      |           |              |           |

## Direttori
Le persone che hanno condotto i cori durante la manifestazione:
- 2017: Lakner Tamás